# グイード・ダ・スポレート (イタリア王)
グイード・ダ・スポレート（Guido da Spoleto, ? - 894年12月12日） は、中世のイタリア王（889年 - 894年）でローマ皇帝（在位：891年 - 894年）。ヴィドー家出身で、スポレート公（在位：883年 - 894年）としてグイード3世とも呼ばれる。

## 生涯
フランクの家柄で、846年にローマがサラセン人の攻撃を受けたときに戦ったグイード1世・ディ・スポレートの息子である。ヴィドー家では2人目のグイードのため、グイード2世と呼ばれる。女系を通してカロリング家と血縁関係があった（祖母がカール大帝の息子イタリア王ピピンの娘）。スポレート公を継いでいた兄ランベルト1世が880年に死去、兄の息子グイード3世（スポレート公としては2世）も883年に死去し、その子が年少のため同年公位を継承した。ベネヴェント公アデルキの娘アジェルトゥルデと結婚し、息子ランベルト2世を授かった。また、娘ロチルデはトスカーナ辺境伯アダルベルト1世と結婚した。
882年、ローマ皇帝カール3世に反逆のかどで所領を奪われたが、翌年再占領し、カメリーノ侯となった。885年にはガリリャーノ川でサラセン人を撃退した。
888年に皇帝が崩御した後、西フランク王の選出の際は企てに失敗するが（ウードが選ばれた）、イタリア王位をかけた紛争では、889年のトレッビア川での戦いでベレンガーリオを破りパヴィーアで戴冠した。
891年2月21日には教皇ステファヌス5世から、ローマ皇帝としての戴冠を受け、皇帝位を息子のランベルトと共同で保った。続く教皇フォルモススとは対立関係となり、教皇はアルヌルフをイタリアに呼び寄せた。
894年にアルヌルフがイタリアに侵攻、ベルガモ、ミラノ、パヴィーアを征服し、そこでグイードに対するイタリア王と公認されてベレンガーリオの領土の寄贈を受け、ゲルマニアに戻った。しかし、グイードから助けを求められたイヴレーア侯アンスカーリオ1世は、ブルグント王ルドルフ1世が派遣した援軍によりイヴレーアにてアルヌルフの進軍を阻止しようとした。アルヌルフは封鎖を越え、戦闘を回避するために山中にいるルドルフを攻撃した。
同年（894年）、グイードは死去し、息子のランベルトに対立王位を残した。